# Hadji Muhtamad
Hadji Muhtamad è una municipalità di quinta classe delle Filippine, situata nella Provincia di Basilan, nella Regione Autonoma nel Mindanao Musulmano.
Hadji Muhtamad è formata da 10 baranggay, fino al 25 agosto 2007 facenti parte di Lantawan:
- Baluk-baluk
- Dasalan
- Lubukan
- Luukbongsod
- Mananggal
- Palahangan
- Panducan
- Sangbay Big
- Sangbay Small
- Tausan